# Martin Best
Martin Best, född 13 april 1942, är en engelsk sångare, lutspelare, gitarrist och kompositör. Hans huvudområden är tidig musik av olika slag främst medeltida och renässansmusik, med ett visst fokus på vokalmusik till gitarr eller luta såsom gamla franska trubadurer (minstrel). Han var knuten till Royal Shakespeare Company i över 30 år och framträdde där både som musiker och skådespelare samt skrev musik till Shakespeare-pjäser.
Martin Best har också sjungit svenska visor, en del av hans repertoar som främst uppmärksammats i Sverige. Hans första svenska vispoet var Bellman, som ibland anses som den svenska visans startpunkt. Best spelade in tre musikalbum som helt eller huvudsakligen bestod av Bellman-material, i översättningar av Paul Britten Austin: To Carl Michael with Love (1975), Bellman in Britain (1978),, och Songs of Carl Michael Bellman. Bellmansmaterialet från de två första samlades senare på en CD, även denna betitlad To Carl Michael with Love. Martin Best spelade också in en skiva med Birger Sjöberg-visor When First I Ever Saw You (Den första gång jag såg dig, med bland annat Bleka Dödens minut).

## Diskografi
Originalinspelningar. Angivna årtal är årtal för skivsläpp, där detta gått att få tag i. 
- 1972 (eller tidigare). Martin Best & Edward Flower: The Art of the Minstrel - Lute Songs, LP.[11]
- 1974. Martin Best Consort: The Warwickshire Lad, LP[11]
- 1975. Martin Best Consort: To Carl Michael with Love, LP. Huvudsakligen Bellmanssånger, lite engelskt material.[11]
- 1976. Peggy Ashcroft och Martin Best: Sense and Nonsense, LP. Sånger och ramsor för barn.[11]
- 1976. Martin Best Consort: The Fine Old English Tory Times, LP. Engelska 1700-talsballader.[11]
- 1976. Martin Best Consort: The Pirate's Serenade, LP.[12]
- 1977. Martin Best: Knight On the Road, LP. Elförstärkta instrument.[11]
- 1978. Martin Best: Bellman in Britain, LP. Huvudsakligen Bellman.[11]
- 1978. Martin Best: The Dawn of Romance, LP. Tidiga franska trubadurer.[11]
- 1979. Martin Best: William Shakespeare: Ages of Song, LP. Musik relaterad till Shakespeare.[11]
- 1979. Martin Best et al.: Desdemonalisa, LP. Popmusik.[11]
- 1979. Martin Best et al.: When First I Ever Saw You, LP. Visor av Birger Sjöberg samtlite engelskt trad-material och liknande.[11]
- 1982(?) Martin Best Medieval Ensemble: The Last of the Troubadours - The Art & Times of Guiraut Riquier, LP. Ingår även i CD-boxen Music from the Age of Chivalry från 1999. Franska medeltida ballader.[11]
- 1983. Martin Best Medieval Ensemble: The Dante Troubadours, LP. Ingår även i CD-boxen Music from the Age of Chivalry från 1999. Franska ballader av Bertran de Born, Guiraut de Bornelh med flera.[11]
- 1983 (?). Martin Best: Songs of Carl Michael Bellman, LP. Ren Bellman-skiva. Självackompanjerad, på gitarr och cittern.[11]
- 1983. Göran Fristorp och Martin Best: Waggoner's song (alltså Taubes Oxdragarsång), LP. Svenska visor - Evert Taube m.m. - engelska folkvisor, kompositioner av Best och Fristorp.[13]
- ? (inspelad 1983). Martin Best Medieval Ensemble: Songs of Chivalry, LP? Ingår även i CD-boxen Music from the Age of Chivalry från 1999. Franska ballader av Thibaut de Navarre med flera.[11]
- ? (inspelad 1984). Martin Best Medieval Ensemble: Cantigas of Santa Maria of Alfonso X El Sabio, LP? Ingår även i CD-boxen Music from the Age of Chivalry från 1999. Sånger ur Cantigas de Santa Maria som förknippas med Alfons X av Kastilien.[11]
- 1987. Martin Best: The Testament of Tristan, LP/CD. Visor av Bernart de Ventadorn.[11]
- ? (inspelad 1988). Martin Best Medieval Ensemble: Thys Yool - A Medieval Christmas.[11]
- 1990/1991. Nils Lindberg, Martin Best, Lena Willemark, Freskkvartetten, Radiokören: O mistress mine : a garland of Elizabethan poetry, CD. Shakespeare med mera.[14]
- ? (recorded 1994). Martin Best Medieval Ensemble: Forgotten Provence - Music-making in the South of France, 1150-1550, CD. Ingår (enbart?) i CD-boxen Music from the Age of Chivalry från 1999.[11]
- ? (recorded 1996?) Martin Best Consort: Amor de Lonh - The Distant Love of the Troubadours, CD. Ingår (enbart?) i CD-boxen Music from the Age of Chivalry från 1999.[11]

## Källnoter
1. ↑  Discogs, Discogs artist-ID: 1727913, läst: 9 oktober 2017.[källa från Wikidata]
2. ↑  imdb
3. ↑  The Milwaukee Sentinel[död länk], Jan 24, 1973
4. ↑  British Shakespeare Association Arkiverad 16 april 2014 hämtat från the Wayback Machine., A Summer School in Italy to inspire teachers, students and Shakespeare enthusiasts, 17 Feb 2014
5. ↑  Shakespeare in Italy Arkiverad 16 april 2014 hämtat från the Wayback Machine., presentation av Martin Best
6. ↑  To Carl Michael with Love (1975), medieval.org
7. ↑  Bellman in Britain, medieval.org
8. ↑  Songs of Carl Michael Bellman, medieval.org
9. ↑  To Carl Michael with Love (CD), medieval.org
10. ↑  When First I Ever Saw You, medieval.org
11. 1 2 3 4 5 6 7 8 9 10 11 12 13 14 15 16 17 18 19 20  Diskografi, medieval.org
12. ↑  The Pirate's Serenade, discogs.com
13. ↑  Waggoner's song, Svensk mediedatabas
14. ↑  O mistress mine, Svensk mediedatabas